# Jelena Koczniewa
Jelena Koczniewa (ros. Елена Кочнева, ur. 27 sierpnia 1989 w Irkucku) – rosyjska piłkarka grająca na pozycji bramkarza, zawodniczka drużyny Zwiezda-2005 Perm i reprezentacji Rosji, uczestniczka Mistrzostw Europy w Piłce Nożnej Kobiet 2009.